# Расовая демократия
Расовая демократия (порт. Democracia racial) — термин, иногда используемый для описания межрасовых отношений в Бразилии. Отражает распространённую уверенность в отсутствии расизма и расовой дискриминации в бразильском обществе. Сторонники этого мнения утверждают, что бразильцы свободны от расовых предрассудков. Из-за этого в Бразилии раса не является фактором социальной мобильности.
Концепция расовой демократии выдвинута социологом Жилберту Фрейре в книге «Хозяева и рабы» (порт. «Casa-Grande & Senzala»), опубликованной в 1933 году. Фрейре не использовал этот термин в книге, так как сформулировал его позже. Его выводы проложили дорогу другим учёным, популяризующими идею расовой демократии. Фрейре определил некоторые причины этого явления — близкие отношения между хозяевами и рабами в Бразилии до освобождения последних в 1888 году и мягкий характер португальской колониальной политики, не разделявшей людей на строгие расовые категории. Фрейре предсказывал усиление метисации населения Бразилии, постепенное его «отбеливание» и превращение в особую «высшую» «мета-расу»
Со временем термин стал широко известен в Бразилии. Расовая демократия является предметом национальной гордости, противопоставляясь расовым предрассудкам, всё ещё распространённым в США.

## Критика
Начиная с публикации Томаса Скидмора «Чёрное в белом» (англ. «Black into White») в 1974 году, ревизионистского исследования на тему расовой демократии, многие учёные критиковали идею, что Бразилия является «расовой демократией». По мнению Скидмора, расовая демократия придумана белыми бразильцами с целью скрыть существующие формы расовой дискриминации. Социолог Майкл Хэнкард из университета Джонса Хопкинса считает что идеология расовой демократии, продвигаемая государственными органами, препятствует принятию эффективных мер по преодолению расовой дискриминации властями, предполагая отсутствие такой дискриминации априори.
Хэнкард и другие противники теории считают предсказания Фрейре об «отбеливании» бразильцев и превращении их в некую высшую расу расистскими. Он обобщил исследования других учёных о расовой дискриминации в бразильском обществе в образовании, трудоустройстве и избирательной политике. Критическую точку зрения можно кратко обобщить фразой Флорестана Фернандеса «Предрассудок об отсутствии предрассудков».